# 太初元将
太初元将（前5年六月-八月）是西汉时期汉哀帝刘欣的第二个年号，共计3个月。这个年号也是第一个使用四个字的年号。
建平二年（前5年）六月夏贺良等以谶纬之言，说汉朝要中衰，应该改元易号，重新受命。于是汉哀帝下诏大赦天下，以建平二年为太初元将元年。同年八月，汉哀帝以其言无验，下诏曰（《资治通鉴·卷第三十四》）：
“待诏贺良等建言改元易号，增益漏刻，可以永安国家。朕信道不笃，过听其言，冀为百姓获福，卒无嘉应。夫过而不改，是谓过矣！六月甲子诏书，非赦令，皆蠲除之。贺良等反道惑众，奸态当穷竟。”
于是又改回建平二年。
《汉书·哀帝本纪》的部分版本中没有“元将”两字，只写作太初元年。王先谦等大多数学者认为这是后人不知道是四个字的年号，以为错误而删除“元将”两字。在更早的版本（唐本）中有“元将”两字。辛德勇考证，班固原文没有“元将”二字，宋人据《汉书·王莽传》补入“元将”二字。班固因个人习惯或当时社会称用年号的固有习惯，将“太初元将”省作“太初”。

## 纪年
| 太初元将 | 元年  |
| -------- | ----- |
| 公元     | 前5年 |
| 干支     | 丙辰  |

## 参看
- 中國年號索引

| 前一年號： 建平 | 西漢年號 太初元將 | 下一年號： 建平 |